# Castor Watt

Paul Burwig alias Castor Watt

Castor Watt, auch P. Castor Watt (bürgerlich Paul Burwig; * 7. März 1858 in Potsdam; † 6. August 1932 in Berlin-Köpenick), war ein deutscher Schauspieler, Humorist, Mimiker und international bekannter Verwandlungskünstler.

## Leben
Paul Burwig wurde 1858 als Sohn von Helene und Karl Friedrich Burwig, einem Schneidermeister, in Potsdam geboren. Er war zeitlebens in Berlin beheimatet und wohnte viele Jahre im Ortsteil Friedrichshagen.
1880 heiratete er Clara. Beide kannten sich bereits aus frühester Kindheit. Aus der Ehe gingen zwei Töchter hervor. Als Schauspieler arbeitete Burwig unter anderem an der Krolloper in Berlin. Mitte der 1880er Jahre sind öffentliche Auftritte sowohl als „Genre-Humorist Herr P. Castor“ als auch „Mimiker Mr. Watt“ dokumentiert, darunter Engagements mit beiden Künstlerrollen nacheinander. So begeisterte er 1886 das Publikum in Hamburg zunächst mit einer „Declamation von ‚Wilhelm Tell‘ im sächsischen Dialekt“, bot Minuten später als Mimiker „Staunenswertes“ mit der „Nachahmung hervorragender Personen“.
Etwa zeitgleich – Mitte der 1880er Jahre – wandte er sich unter dem Künstlernamen Castor Watt auch der Verwandlungskunst und Tierdressur zu. Zu seinen Auftrittsstätten als Verwandlungskünstler gehörten etablierte Varietés, Theater und Music Halls in Metropolen und Hauptstädten. Bisher öffentlich dokumentiert sind Auftritte zwischen 1886 und 1910.

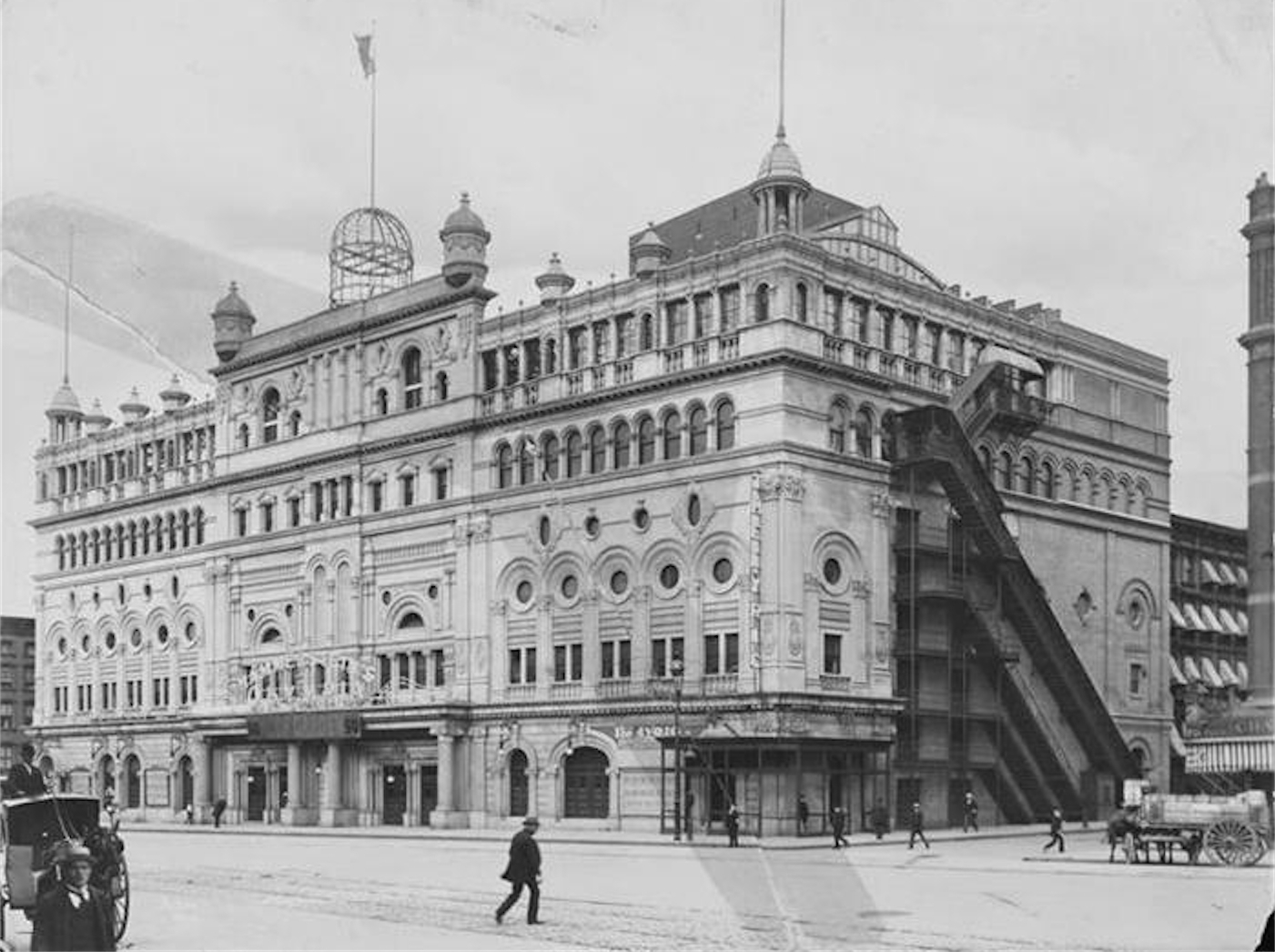
An Hammerstein’s Olympia, Broadway und 44th Street, Manhattan, war Castor Watt 1896 engagiert

Pressemitteilungen zu seinen Vorstellungen 1889 im Walhalla-Theater in Halle (heute: Steintor-Varieté) und im Posener Victoria-Theater kündigten hier neben Castor Watt auch Miniatur-Soubrette Alice Watt an – seine Tochter, damals neun Jahre alt. Zahlreiche Engagements im ganzen deutschen Kaiserreich und auch im Ausland folgten.
Im Januar 1896 reiste Burwig per Schiff in die USA. Dort fand am 27. Januar 1896 in New York im wenige Monate zuvor neu eröffneten Hammerstein’s Olympia Theatre sein amerikanisches Bühnen-Debüt statt. Noch im selben Jahr kehrte Burwig nach Europa zurück und setzte im In- und Ausland seine Tätigkeit als Varietékünstler Castor Watt fort.
In späteren Lebensjahren wurde er Gastwirt, betrieb den Dachsbau in der Seestraße, dann die Bahnhofswirtschaft in Friedrichshagen und war auch als Haus- und Grundstücksmakler tätig.
Paul Burwig starb am 6. August 1932 im Alter von 74 Jahren im Krankenhaus Köpenick.

## Castor Watts Quick-Change-Show
Castor Watts Quick-Change-Show bestand darin, verschiedene Charaktere und berühmte Persönlichkeiten sekundenschnell wechselnd in entsprechenden Kostümen mimisch darzustellen.
Im Gegensatz zu vielen ähnlichen Darbietungen nutzte er dabei keinerlei kaschierende Hilfsmittel. Er warf keine Kleidungsstücke ab, nahm keine dazu, verließ für den Wechsel nicht die Bühne. Seine „Verwandlung“ fand auf offener Bühne, direkt vor den Augen des Publikums statt.
Typische Charaktere der Performance waren „Schiffs-Kapitän“, „Matrose“, „Großpapa“, „Amme mit Kind“, „Tirolerin“, „alte Jungfer“, „Kadett“, die Schauspielerin „Sarah Bernhardt“ und er selbst, „Castor Watt im Ball-Anzug“. Teilweise wurden 20 Wechsel dargeboten.
Burwigs professionelle Erfahrungen als Schauspieler dürften bei der unterhaltsamen Präsentation der Charaktere eine Grundlage gewesen sein. Da der Verwandlungstrick ohne Hilfsmittel ablief, muss man annehmen, dass er spezielle, nach technisch-kreativen, „geheimen“ Ideen konstruierte Kleidungsstücke verwendete. Es lässt sich vermuten, dass dabei die Inspiration durch das Schneiderhandwerk seines Vaters eine weitere Basis darstellte.

In Presseartikeln und Ankündigungen wurde Castor Watt nicht nur „Verwandlungskünstler“ oder „Quick Change Artist“ genannt, sondern auch „Chamäleon-Mensch“, „Transformationskünstler“ oder „The Living Metamorphose“.

„Eine sensationelle Neuheit bringt das diesmalige, reichhaltige Programm: Castor Watt, der wirklich berühmte, unerreicht dastehende Original-Verwandlungs-Künstler, in seinen 10 Blitzverwandlungen auf offener Szene, vor den Augen des Publikums. Ohne die Bühne zu verlassen! Ohne die Kostüme abzuwerfen! Ohne solche hinzuzunehmen!“

Im Laufe seiner Karriere erweiterte Castor Watt seine Darbietung: Er führte das viel belachte parodistische Sittendrama Pinte Quinte auf, in dem „fünf Personen, der Mann, die Frau, der Liebhaber, der Diener und ein Geist auftreten – alle von Watt dargestellt.“

## Rezeption (Auswahl)

Castor Watts Engagement im Königlichen Theater Carré 1909 in Amsterdam

„Ein Transformationskünstler par Excellence ist Castor Watt. Derselbe nimmt Verwandlungen auf offener Bühne vor und ein leichtes Anziehen an einer Schnur, oder ein kurzes Aufknöpfen genügt, um in einem Zeitraum von ein paar Sekunden wieder in einer neuen Kleidung dazustehen.“

„Etwas […] Überraschendes bietet der ‚Chamäleon-Mensch‘ P. Castor Watt mit acht Verwandlungen vor den Augen des Zuschauers. Blitzschnelle Metamorphosen zeigen ihn als Kapitän, Greis, wendische Amme, Tirolerin, alte Jungfer und Sarah Bernhard [sic!].“

„Als Verwandlungskünstler überraschte Castor Watt durch seine Darstellung charakteristischer Figuren und als Mimiker durch Vorführung geschichtlicher Persönlichkeiten.“

## Auftrittsstätten (Auswahl)
Paul Burwig alias Castor Watt trat auf namhaften Bühnen im In- und Ausland auf. Die genannten Varietés, Theater und Music Halls waren populäre Unterhaltungsstätten mit einer Publikumskapazität von 1000 Personen und auch deutlich mehr. Die Dauer seiner Engagements betrug meist einige Wochen bis hin zu mehreren Monaten.
- Europa

Castor Watt – The Living Metamorphose, Plakat

  - Amsterdam, Theater Carré, 1901,[11] 1909.[12]
  - Antwerpen, Scala, 1905.[6]
  - Berlin, Concordia-Palast-Theater, 1891;[13] Apollo-Theater, 1893;[14] Wintergarten, 1893,[15] 1904;[16] Belle-Alliance-Theater, 1894.[17]
  - Belfast, Empire Theatre, 1896.[18]
  - Breslau, Victoria-Theater/Simmenauer Garten, 1887;[19] Zeltgarten, 1891.[20]
  - Bristol, The People`s Palace, 1896.[21]
  - Brünn, Bruenské Varieté, 1910.[22]
  - Brüssel, Palais d´Eté, 1905.[23][24]
  - Christiania, Tivoli, 1892.[25]
  - Danzig, Wilhelm-Theater, 1891;[26] Freundschaftlicher Garten, 1895.[27]
  - Den Haag, Scala-Theater, 1909.[28]
  - Dublin, The Star Theatre, 1896.[29]
  - Dortmund, Olympia-Theater, 1904.[7]
  - Dresden, Central-Theater, 1901;[30] Victoria-Salon, 1903;[10] Königshof, 1908.[31]
  - Essen, Colosseum, 1902.[32]
  - Frankfurt, Hippodrom, 1904.[33]
  - Graz, Grazer Orpheum, 1908.[34]
  - Groningen, De Harmonie, 1893.[35]
  - Haarlem, Sociëteit Vereeniging, 1901.[36]
  - Halle, Walhalla-Theater, 1889.[4]
  - Hamburg, Elb-Pavillon, 1886;[2] Hansa-Saal (später: Hansa-Theater), 1893;[37] Hornhardt`s Konzertgarten, 1895;[38] Hansa-Theater, 1897.[39]
  - Hannover, Mellini-Theater, 1891,[40] 1892.[41]
  - Helsinki, Brunnshusteatern, 1909.[42]
  - Köln, Reichshallentheater, 1890;[43] Scala-Theater, 1898.[44]
  - Kopenhagen, National, 1886,[45] 1902;[46] Cirkus Variété, 1890,[47] 1891.[48]
  - Krakau, Teatr Rozmaitosci, 1908.[49]
  - Leipzig, Trietschler, 1889;[50] Krystall-Palast, 1910.[51]
  - London, Empire Theatre, 1910.[52]
  - Middelburg, Schuttershof, 1896.[53]
  - München, Kolosseum, 1895,[9] 1906.[54]
  - Paris, Olympia, 1898.[55]
  - Posen, Victoria-Theater, 1889.[5]
  - Prag, Théâtre Variété, 1889,[56] 1891,[57] 1892,[58] 1910.[59]
  - Reims, Le Casino, 1897.[60]
  - Reval, Varieté auf den Schmiedepfortenanlagen, 1909.[61]
  - Rom, Grand´ Orfeo, 1888.[62]
  - Rotterdam, Circus-Varieté, 1897;[63] Casino Variete, 1904,[64] 1905.[65]
  - Stettin, Centralhallen, 1902.[66]
  - Stockholm, Sveasalen Varieté, 1890.[67]
  - Straßburg, Varieté-Theater, 1888.[68]
  - Teplitz-Schönau, Varieté Schwan, 1902.[69]
  - Trondheim, Hjorten Revue- und Varietétheater, 1907/1908.[70]
  - Turin, Caffè Romano, 1891.[71][72]
  - Utrecht, Tivoli, 1893.[73]
  - Wien, Danzers Orpheum, 1890,[74] 1893;[75] Etablissement Ronacher, 1894;[76] Venedig in Wien, 1897.[77]
- Amerika:
  - New York City, Olympia Theatre (auch: Hammerstein’s Olympia, Olympia Music Hall), 1896.[78][79][80]

## Trivia
- Die französische Folk-Band „La Lune A Tics“ hat auf ihrer CD …Et Tac! eine instrumentale Komposition mit dem Titel Castor Watt veröffentlicht. Es handelt sich dabei um den traditionellen bretonischen Tanz Kost ar c’hoad.[81]
- Ein Artikel in der italienischen Schriftenreihe La Commedia Umana bezieht sich auf Agostino Depretis und den Trasformismo. Der Autor nimmt dabei einen Auftritt des „Transformisten“ Castor Watts zum Anlass, um aus dem Wortspiel eine politische Glosse zu schaffen.[62]
- Sein Plakat Castor Watt, The Living Metamorphose (siehe Abbildung) hat Burwig selbst gestaltet, es trägt seine persönliche Signatur.